# Mediamuseum
Il Mediamuseum è un museo di Pescara, ideato dal giornalista e critico d'arte Edoardo Tiboni. Si trova in piazza Emilio Alessandrini, presso l'ex tribunale cittadino.

## Descrizione
Nasce nel 1995 come occasionale esposizione nel palazzo dell'ex tribunale per omaggiare i 100 anni dalla nascita del cinema nel 1895, con i fratelli Lumière.
Contiene una raccolta di locandine, articoli di giornale, foto, dipinti, pannelli e contenuti multimediali riguardanti il cinema e il teatro, in relazione a Ennio Flaiano, a Gabriele D'Annunzio, a Basilio Cascella o al Premio Flaiano. Oltre ad essere un museo, è anche una videoteca pubblica, una biblioteca, un'emeroteca e una fototeca, mettendo così a disposizione del pubblico un'ampia collezione di materiali su tutto ciò che riguarda il cinema, la televisione, il teatro e il mondo dei nuovi media. Il museo propone anche dei progetti per i giovani quanto improvvisazione teatrale e cineforum, spettacoli di burattini, letture animate e proiezioni di video amatoriali.
Presso il museo ha sede l'associazione culturale Ennio Flaiano, che organizza sin dalla sua istituzione nel 1973 il Premio Flaiano.